# Семига

Семига (Самга) — река в России, протекает во Владимирской области. Устье реки находится в 42 км по левому берегу реки Колокша. Длина реки составляет 34 км, площадь водосборного бассейна — 72 км².
Исток реки у деревни Мукино в 30 км к юго-востоку от города Юрьев-Польский. Реки течёт на юг, протекает через деревни Тартышево, Обращиха, Подвязье, Даниловка. Впадает в Колокшу у деревни Бурыкино.

## Данные водного реестра
По данным государственного водного реестра России относится к Окскому бассейновому округу, водохозяйственный участок реки — Клязьма от города Орехово-Зуево до города Владимир, речной подбассейн реки — бассейны притоков Оки от Мокши до впадения в Волгу. Речной бассейн реки — Ока.
По данным геоинформационной системы водохозяйственного районирования территории РФ, подготовленной Федеральным агентством водных ресурсов:
- Код водного объекта в государственном водном реестре — 09010300712210000032201
- Код по гидрологической изученности (ГИ) — 110003220
- Код бассейна — 09.01.03.007
- Номер тома по ГИ — 10
- Выпуск по ГИ — 0